# Ellenor Fenn
Ellenor Fenn (nacida como Ellenor Frere; 1743-1813) fue una escritora británica especializada en literatura infantil.

## Primeros años
Fenn nació el 12 de marzo de 1743 en Westhorpe, Suffolk, hija de Sheppard y Susanna Frere. En 1766 contrajo matrimonio con el anticuario John Fenn y se mudó con él a Hill House, Dereham, Norfolk. Pese a que no tuvieron hijos propios, adoptaron a una niña, Miss Andrews.

## Carrera
Fenn escribió una serie de libros infantiles para sus sobrinos y sobrinas, inspirada por la obra de Anna Laetitia Barbauld Lessons for Children (1778-9), y en 1782 le escribió al editor de libros para niños she John Marshall preguntándole si podría publicarlos. Entre 1782 y 1812, publicó numerosos libros por Fenn, a menudo de manera anónima o bajo el seudónimo Sra. Teachwell o Sra. Lovechild.
Cobwebs to Catch Flies (1783), un libro de lectura, fue su libro más popular; tuvo múltiples ediciones tanto en Gran Bretaña como en Estados Unidos hasta la década de 1870. 
Su Child's Grammar tuvo sesenta ediciones en la década de 1860. 
Fenn también creó juguetes y juegos que alentaron a las madres a enseñarles ellas mismas a sus hijos. Andrea Immel, una especialista en la infancia del siglo XVIII, escribe que mediante sus juegos, es posible "reconocer a Fenn como una de las primeras que desarrolló estrategias para enseñarles a los niños". Los juegos enfatizan la conversación y el mundo propio de los niños; alientan a la madre a responder las preguntas y a enseñar espontáneamente cuando el niño está interesado en aprender.
En 1795, Fenn tuvo un problema con su editor, John Marshall, y mudó su negocio a la firma de Elizabeth Newbery en Norwich. A lo largo de su carrera, Fenn nunca reconoció distinciones del gobierno por su trabajo, sino que éste sólo permitió distribuirlo libremente.

## Vida en Dereham
Cuando el esposo de Fenn fue nombrado caballero en 1787, Fenn pasó a ser conocida como Lady Fenn. Su esposo sirvió como comisario de Norfolk desde 1791-2. Luego de su fallecimiento, ocurrido el 14 de febrero de 1794, Fenn continuaba teniendo un estado financiero estable y pudo dedicar la mayor parte de su tiempo a la filantropía. 
Fenn estableció una escuela dominical en Dereham en 1785, la cual para 1788 tenía más de cien alumnos. También comenzó una escuela de costura y "revivió el comercio de la costura otorgándolse un ingreso a las mujeres de bajos ingresos",
Fenn falleció en Dereham el 1 de noviembre de 1813, a los 69 años de edad, y fue enterrada en la Iglesia St. Bartholomew, en Finningham, Suffolk.

## Análisis literario
La mayor parte de las obras de Fenn fueron escritas específicamente para mujeres y niñas. Escribió una serie de libros completa titulada "Mrs. Teachwell's Library for Young Ladies." 
Muchas de estas obras se focalizan en cómo enseñar y subrayan la idea de Fenn de poseer materiales de lectura apropiados.
Fenn publicó varios volúmenes de libros ilustrados, los cuales incluyeron grabados sobre madera. Su sentido del impacto visual de sus libros era grande, por lo que les especificaba a sus editores los márgenes y los tamaños de las letras.

## Lista de obras
Esta lista de obras de basa casi exclusivamente en la bibliografía de los libros de Fenn por Carol Percy.
- Set of Toys (c.1780) - game
- School Occurrences (1782-3)
- Juvenile Correspondence (1783)
- Cobwebs to Catch Flies (1783)
- Fables, by Mrs. Teachwell (1783)
- Fables in Monosyllables by Mrs. Teachwell (1783)
- Rational Sports (1783)
- School Dialogues for Boys (1783-4)
- Female Guardian (1784)
- Art of Teaching in Sport (1785)
- The Rational Dame (1786)
- A Spelling Book (1787)
- Fairy Spectator (1789)
- Juvenile Tatler (1789)
- The Village Matron (1795)
- The Short History of Insects (1796)
- The Infant's Friend (1797)
- The Mother's Grammar (1798)
- The Child's Grammar (1798)
- Parsing Lessons for Elder Pupils (1798)
- Parsing Lessons for Young Children (1798)
- The Friend to Mothers (1799)
- Family Miscellany (1805)
- The Teacher's Assistant (1809)